# Wadenplastik
Der Begriff Wadenplastik beschreibt plastisch-chirurgische Eingriffe an der Wade. Diese können deren Muskulatur betreffen oder das Weichteilgewebe. Sie können rekonstruktiver oder kosmetischer Natur sein.

## Rekonstruktion
Kniedefekte können durch Unfälle entstehen oder durch komplikative Verläufe nach einer Knieprothesenimplantation mit Infekt und folgendem Gewebeuntergang.
Zur Defektauffüllung und zur Verbesserung der Heilung solcher Defekte ist die Durchführung einer Wadenplastik mittels des Gastrocnemiusmuskels (des eigentlichen Wadenmuskels) hilfreich. Die Köpfe dieses Muskels werden an deren Ansätzen an der Achillessehne durchtrennt und im Bereich des Knies in den Defekt eingenäht. Schließlich wird die Muskulatur mit einem Hauttransplantat gedeckt.

## Kosmetische Eingriffe

### Reduzierende Verfahren
Weit bekannt ist die Liposuction zur Formung des Wadenumfangs. Weniger bekannt sind die Methoden der Muskelformung, die bei der muskulären Wadenhyperplasie (zu starke Muskelanlage) in seltenen Fällen Anwendung finden. Die bedeutendsten Eingriffe sind die Teilresektion des M. Gastrocnemius (Ursprung in Korea) und die komplette Resektion (Ursprung in Deutschland) desselben. Bei der Teilresektion wird der Muskel minimalinvasiv reduziert, sodass ein Rest übrig bleibt. Die radikale Totalresektion hat den größten Effekt der Umfangsverminderung bei der muskulären Wadenhyperplasie und ist daher insbesondere bei Extrembefunden indiziert.

### Augmentative Verfahren
Bei der Wadenhypoplasie (zu kleine Wadenanlage) kommen augmentative Wadenplastiken zur Anwendung. Es werden meist silikonhaltige Implantate über einen Hautschnitt (in der Kniekehle) in die Wade eingelegt, um diese zu vergrößern. Insbesondere bei Patienten nach einer Klumpfußoperation mit Wadenhypoplasie oder im Rahmen von Kinderlähmung profitieren von diesem Eingriff.